# Ornitholestes
Az Ornitholestes a hüllők (Reptilia) osztályának dinoszauruszok csoportjába, ezen belül a hüllőmedencéjűek (Saurischia) rendjébe, és a Theropoda alrendjébe tartozó nem. Egyetlen ismert faja az O. hermanni.

## Tudnivalók
Az Ornitholestes 150-145millió évvel ezelőtt, a késő jura időszakban élt.
1900-ban, a Wyoming állambeli Morrison Formációhoz tartozó Bone Cabin lelőhelyen felfedeztek egy részben megmaradt Ornitholestes csontvázat. A fosszília részét képezte a koponya és az állkapocs is. Egy másik Ornitholestes hiányos karján kívül ez az egyetlen ismert példány.
Az Ornitholestes nagyon közeli rokonságban állt azzal az ággal, amelyből a madarak kifejlődtek. A csuklói lehetővé tették, hogy a kezeit a testéhez közel tudja tartani, a mai madarakhoz hasonlóan.
Az állat csontjai üregesek voltak; a hüllőmedencéjű dinoszauruszok közé, a Coelophysis közeli rokonságába tartozott. Az Ornitholestes egy fürge, két lábon járó ragadozó volt, amely hosszú farkával ügyesen manőverezett és egyensúlyozott vadászat közben. Feje eléggé kicsi és rövid volt. A szájában éles, kúp alakú fogak helyezkedtek el. Korábban azt hitték, hogy az Ornitholestes orrán egy taréjszerű képződmény ült, de később kiderült, hogy az állat nem rendelkezett ilyennel.
Eléggé kicsi volt ahhoz, hogy az erdő belsejében élhessen. Tápláléka gyíkok, tojások, kis emlősök és dögök lehettek. A zsákmányt erős mellső lábaival kaphatta el, melyeken két hosszú, karmos ujj és egy rövidebb ujj helyezkedett el.
Az Ornitholestes hossza 2–2,22 méter, a testtömege pedig 12,6–15 kilogramm lehetett.